# سادي سوفيرال
سادي سوفيرال (بالإنجليزية: Sadie Soveral
Soveral) هي ممثلة أمريكية ولدت في 17 يناير 2002 واندسورث، لندن، المملكة المتحدة اشتهرت في العديد من الأفلام الأمريكية.

## أعمالها
Last Exit